# Piedra Grande, Ixhuatlán de Madero
Piedra Grande är en ort i Mexiko.   Den ligger i kommunen Ixhuatlán de Madero och delstaten Veracruz, i den sydöstra delen av landet, 190 km nordost om huvudstaden Mexico City. Piedra Grande ligger 188 meter över havet och antalet invånare är 696.
Terrängen runt Piedra Grande är kuperad västerut, men österut är den platt. Runt Piedra Grande är det ganska tätbefolkat, med 129 invånare per kvadratkilometer. Närmaste större samhälle är La Ceiba, 14,3 km öster om Piedra Grande. Omgivningarna runt Piedra Grande är en mosaik av jordbruksmark och naturlig växtlighet.